# Säsong (sport)
Säsong är inom organiserad sport den tid under året som reguljära tävlingar anordnas. Då man är utomhus måste man anpassa sig till årstid. Till exempel ser fotbollssäsongen mycket olika ut på olika håll i världen. Är man inomhus brukar man dock oftast förhålla sig till den lokala vintern, eftersom vintern är den årstid som främst förknippas med inomhusaktiveiteter.
En säsong kan löpa under ett kalenderår, som till exempel inom fotboll i Nordamerika och Norden, eller över årsskifte.
Inom golf och tennis är de internationella säsongerna bland de längsta, med tävlingar över nästan hela kalenderåret. Bland de kortare säsongerna återfinns bland annat bandy och skidsport, vilka på internationell nivå sträcker sig över vintern på norra halvklotet, från slutet av oktober till mitten av mars.

## Indelning

### Mellan säsongerna
Perioden mellan säsongerna kombinerar utövarna med träning och ledighet från sporten. Samtidigt står transferfönstret öppet, och så kallad silly season med spelarövergångar pågår. Numera står transferfönstret ibland även öppen under säsongen, vilket fått blandade reaktioner.

### Försäsong
På försäsongen hålls träningsmatcher och andra liknande evenemang, till exempel helgturneringar. Dessa resultat spelar ingen roll då tävlingarna drar igång, utan fungerar bara som förberedelse inför säsongen.

### Reguljär säsong
Under den reguljära säsongen anordnas grundserie och ibland även annan form av serie, som fortsättningsserier. Serierna följs ibland av slutspel och kval. För till exempel Fußball-Bundesliga förekommer vinteruppehåll. Även andra internationella tävlingar. I Storbritannien kallas denna del av säsongen bara för säsong, i Nordamerika reguljär säsong och i Australien hemma och borta-säsong.

### Fortsättning
Ibland slutar den inhemska säsongen i ett land då serierna är slut, men ibland följer slutspel och kval.
De som varit bäst i sitt land då säsongen är slut tas ofta ut till internationella tävlingar, som brukar avsluta säsongen.

## Säsonger efter liga
Reguljära säsonger i olika ligor infaller under dessa månader:
| Liga                                    | Januari | Februari | Mars | April | Maj | Juni | Juli | Augusti | September | Oktober | November | December |
| --------------------------------------- | ------- | -------- | ---- | ----- | --- | ---- | ---- | ------- | --------- | ------- | -------- | -------- |
| A-League                                | 0       | 0        | 0    | 0     | 0   | 0    | 0    | 0       | 0         | 0       | 0        | 0        |
| Australian Football League              | 0       | 0        | 0    | 0     | 0   | 0    | 0    | 0       | 0         | 0       | 0        | 0        |
| Canadian Football League                | 0       | 0        | 0    | 0     | 0   | 0    | 0    | 0       | 0         | 0       | 0        | 0        |
| Premier League                          | 0       | 0        | 0    | 0     | 0   | 0    | 0    | 0       | 0         | 0       | 0        | 0        |
| Euroleague, basketboll                  | 0       | 0        | 0    | 0     | 0   | 0    | 0    | 0       | 0         | 0       | 0        | 0        |
| Major League Baseball                   | 0       | 0        | 0    | 0     | 0   | 0    | 0    | 0       | 0         | 0       | 0        | 0        |
| Major League Soccer                     | 0       | 0        | 0    | 0     | 0   | 0    | 0    | 0       | 0         | 0       | 0        | 0        |
| NASCAR                                  | 0       | 0        | 0    | 0     | 0   | 0    | 0    | 0       | 0         | 0       | 0        | 0        |
| National Basketball Association         | 0       | 0        | 0    | 0     | 0   | 0    | 0    | 0       | 0         | 0       | 0        | 0        |
| National Basketball League (Australien) | 0       | 0        | 0    | 0     | 0   | 0    | 0    | 0       | 0         | 0       | 0        | 0        |
| National Rugby League                   | 0       | 0        | 0    | 0     | 0   | 0    | 0    | 0       | 0         | 0       | 0        | 0        |
| NCAA, basketboll                        | 0       | 0        | 0    | 0     | 0   | 0    | 0    | 0       | 0         | 0       | 0        | 0        |
| NCAA, amerikansk fotboll                | 0       | 0        | 0    | 0     | 0   | 0    | 0    | 0       | 0         | 0       | 0        | 0        |
| National Football League                | 0       | 0        | 0    | 0     | 0   | 0    | 0    | 0       | 0         | 0       | 0        | 0        |
| National Hockey League                  | 0       | 0        | 0    | 0     | 0   | 0    | 0    | 0       | 0         | 0       | 0        | 0        |
| PGA                                     | 0       | 0        | 0    | 0     | 0   | 0    | 0    | 0       | 0         | 0       | 0        | 0        |
| Women's National Basketball Association | 0       | 0        | 0    | 0     | 0   | 0    | 0    | 0       | 0         | 0       | 0        | 0        |